# Grijs boshoen
Het grijs boshoen (Megapodius decollatus; synoniem: Megapodius affinis) is een vogel uit de familie grootpoothoenders (Megapodiidae). De wetenschappelijke naam van de soort is voor het eerst geldig gepubliceerd in 1878 door Oustalet. Tot de jaren 1990 werd deze soort beschouwd als een ondersoort van het zwart boshoen. Een oude wetenschappelijke naam, die nog veel gebruikt wordt onder andere door de IUCN is M. affinis.

## Voorkomen
De verspreiding van deze soort is niet precies bekend. Vogels van eilanden in de Geelvinkbaai en verder oostelijk op eilanden ten noorden van Papoea-Nieuw-Guinea in de golf van Huon worden tot deze soort gerekend, maar ook vogels van de zuidhellingen van het Sneeuwgebergte.